# Dažnica
Dažnica (szerbül: Дажница), település Bosznia-Hercegovinában, Derventa községben, a Szerb Köztársaság északi régiójában. 

## Fekvése
A település Bosznia-Hercegovina északi részén, Dobojtól légvonalban 23, közúton 30 km-re északnyugatra, községközpontjától légvonalban 8, közúton 11 km-re délkeletre fekvő dombos vidéken, a Dažnica-patak mentén, 218-300 méteres magasságban fekszik. A közösség beosztott falvai szabályos típusú, a kisebb falvak: Dažnice, Tolići-Majići és Ćorluke. Dombos terepen fekszik. A domborzat enyhébb lejtőkből áll, amelyek a Popovača forrásából eredő Dažnica-patak felé ereszkednek le. A terület nagy részét mezőgazdasági művelés alá vonták, így az 1992-1995-ös háborúig a növényzetet mezőgazdasági növények alkották, később pedig a művelés hiányában egy része bokrokkal és gyomokkal benőtt terület lett. A legnagyobb erdőterület Matoševac. A Derventa - Osinja út áthalad a területen .

## Népessége
| Nemzetiségi csoport | Népesség 1991 | Népesség 2013 |
| ------------------- | ------------- | ------------- |
| Szerb               | 8             | 6             |
| Bosnyák             | 0             | 0             |
| Horvát              | 244           | 73            |
| Jugoszláv           | 1             | 0             |
| Egyéb               | 3             | 1             |
| Összesen            | 255           | 80            |

## Története
A falut a 18. század második felében említik először. A horvát lakosságú település 1878-ig tartozott az Oszmán Birodalomhoz. Ekkor a berlini kongresszus határozata alapján az Osztrák-Magyar Monarchia része lett. Dažnica ekkor még a szomszédos Modranhoz tartozott. Az 1879- ben épült Bosanski Brod - Szarajevó keskeny nyomtávú vasút áthaladt a falun, és egészen 1968- ig működött. 1910-ben a Derventai járáshoz tartozó településen 37 háztartást, 217 római katolikus, 4 görög katolikus és 1 ortodox lakost találtak. A monarchia szétesésével 1918-ban előbb a Szerb-Horvát-Szlovén Királyság, majd 1929-től a Jugoszláv Királyság része lett. 1921-ben a Derventai járáshoz tartozó településnek 261 lakosa volt, közülük 256 római katolikus, 1 ortodox és 4 görög katolikus volt. Az 1929-es törvény értelmében, amikor Bosznia-Hercegovinát négy banovinára, Drinskára, Vrbaskára, Zetskára és Primorskára osztották, a település a Vrbaska banovina (Orbászi bánság) része lett, amelynek székhelye Banja Luka volt. 1939-ben a közigazgatás átszervezésével a Hrvatska banovina (Horvát Bánság) része lett.
A második világháborúban Jugoszlávia megszállása után a Független Horvát Állam (NDH) része lett. A második világháború után 1992-ig a település a szocialista Jugoszlávia keretében a Bosznia-Hercegovinai Népköztársaság része volt. A boszniai háborút lezáró daytoni békeszerződés rendelkezése alapján az ország területét felosztották a Bosznia-hercegovinai Föderáció és a boszniai Szerb Köztársaság között. A békeszerződés utáni területmegosztási megállapodás értelmében a település Derventa község részeként a Boszniai Szerb Köztársasághoz került. 

## Infrastruktúra
A faluban két katolikus kápolna és egy régi családi temető található. A legközelebbi katolikus templom és temető Modran faluban, az ortodox templom és temető pedig Velika Sočanica faluban található. A helyiek téglagyártásukról voltak ismertek. A falu villamosítása 1968-ban fejeződött be, az 1970-es évek közepén csatlakoztatták a városi vízellátáshoz, az 1980-as évek közepén pedig telefonkapcsolatot kapott. A telefonhálózat az 1992–1995-ös háborúban megsemmisült.

## Oktatás
Az addig Modranban működő „Bratstvo-jedinstvo” Általános Iskola számára 1969-ben új épületet építettek Dažnicán, 1981-ben pedig egy sportcsarnokot is kapott. Az iskola az 1992-1995-ös háborúban elpusztult, és azóta nem működik.

## Kultúra
Az olvasótermet 1970-ben nyitották meg.

## Fordítás
- Ez a szócikk részben vagy egészben  a(z)   Дажница című szerb Wikipédia-szócikk ezen változatának fordításán alapul.  Az eredeti cikk szerkesztőit annak laptörténete sorolja fel. Ez a jelzés csupán a megfogalmazás eredetét és a szerzői jogokat jelzi, nem szolgál a cikkben szereplő információk forrásmegjelöléseként.